# 西格弗里德·文茨
西格弗里德·文茨（德語：Siegfried Wentz，1960年3月7日—），德国前男子田径运动员。他曾代表西德参加1984年夏季奥林匹克运动会田径比赛，获得男子十项全能铜牌。